# Теодора Кантакузина
Вижте пояснителната страница за други личности с името Теодора Кантакузина.
Теодора Кантакузина (на гръцки: Θεοδώρα Καντακουζινή; * ок. 1340; † след 1390) е трапезундска императрица, съпруга на император Алексий III Велики Комнин.

## Произход
Смята се, че Теодора е дъщеря на севастократор Никифор Кантакузин, хвърлен според хрониката на Йоан Кантакузин в тъмница през 1341 г. по заповед на Алексий Апокавк, съветник на императрица Анна Савойска по време на гражданската война между нея и Йоан Кантакузин. По-късно е освободен и назначен за управител на Адрианопол (1350). Няма яснота относно нейната майка.

## Брак с Алексий III Велики Комнин
На 28 септември 1351 Теодора е омъжена за трапезундския император Алексий III Велики Комнин. Според Уилям Милър бракосъчетанието на императора и Теодора е извършено в обновената църква „Св. Евгений“. Според автора на „Трапезунд: последната гръцка държава от византийската епоха“ (Trebizond: The Last Greek Empire of the Byzantine Era) бракът е резултат от политически съюз, сключен между Йоан Кантакузин и Алексий III Велики Комнин. Към момента на сватбата император Алексий III е на 13 години, а за Теодора се предполага, че е на почти същата възраст.
Теодора ражда на Алексий III шест деца:
- Анна (1357 – 1406), омъжена за грузинския цар Баграт V
- Василий (1358 – 1377)
- Мануил III Велики Комнин (1364 – 1417)
- Евдокия Велика Комнина, омъжена за Таджед-дин, паша на Синоп и емир на Лимния, и втори път, според хрониката на Сфранцес, за Константин Драгаш, деспот на Велбъжд.
- Мария, омъжена за Сюлейман Бег, емир на Чалибия.
- дъщеря, омъжена за Мутах-хартен, емир на Ерзиджан

След смъртта на съпруга си, починал на 20 март 1390, Теодора Кантакузина се оттегля в един от константинополските манастири, където се замонашва под името Теодосия. По-нататъшната ѝ съдба е неизвестна.